# Вербная улица (Санкт-Петербург)
Ве́рбная улица — улица в Приморском районе Санкт-Петербурга, широтная улица в историческом районе Коломяги. Проходит от улицы Маршала Новикова за Афонскую улицу. Продолжает на восток Долгоозёрную улицу. Параллельна улице Щербакова.

## История
Улица получила название 7 июля 1993 года по дереву верба и Вербному воскресенью. С 1984 по 1993 год участок от улицы Маршала Новикова до Репищевой улицы неофициально назывался Нагорной улицей.

## Пересечения

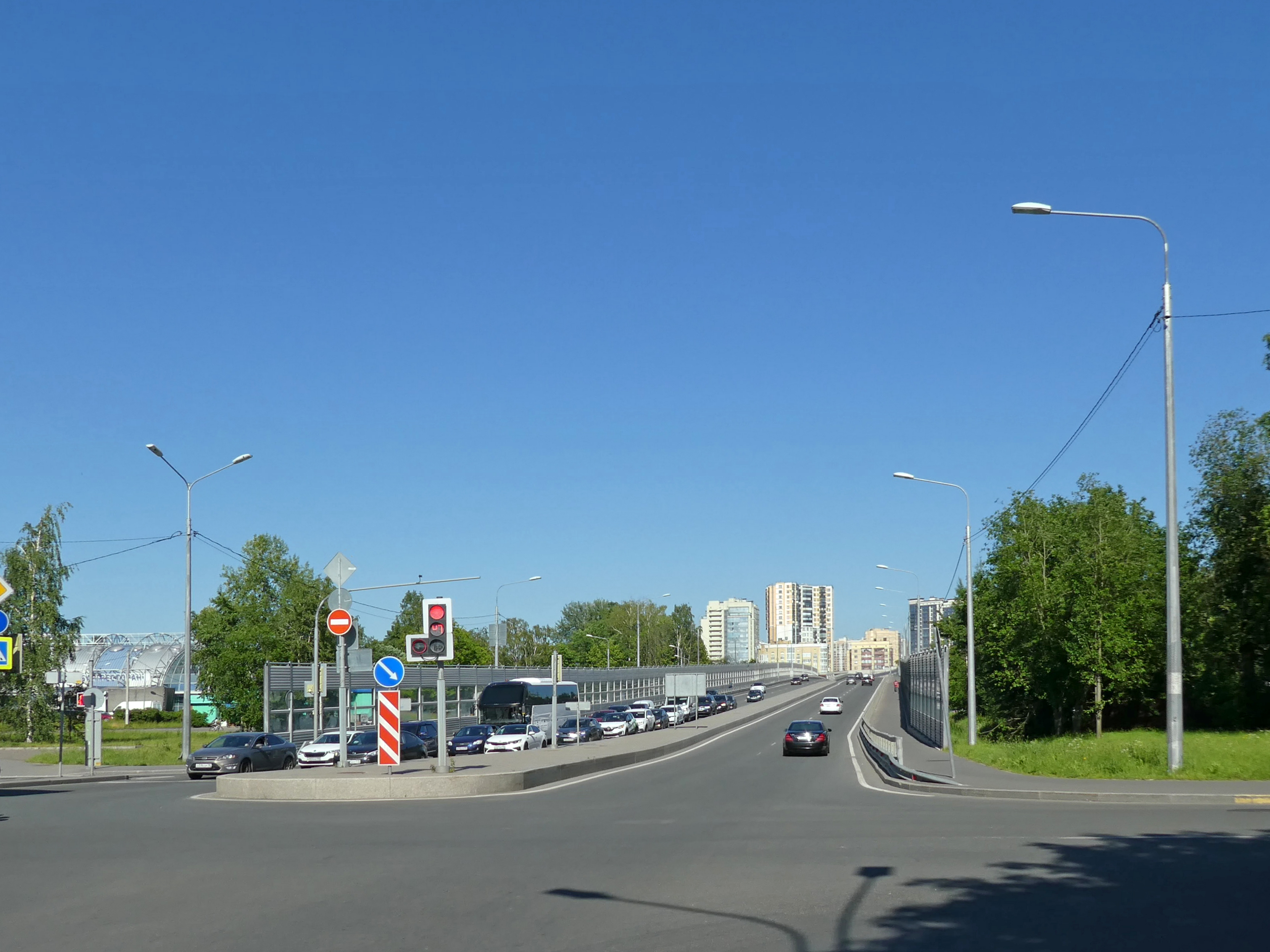
Вид от Вербной улицы на Поклонногорский путепровод

С запада на восток (по увеличению нумерации домов) Вербную улицу пересекают следующие улицы:
- улица Маршала Новикова и Долгоозёрная улица — Вербная улица примыкает к их стыку;
- Репищева улица — пересечение;
- Земский переулок — пересечение;
- Новоколомяжский проспект и Солунская улица — пересечение;
- Афонская улица — пересечение.

## Транспорт
Ближайшие к Вербной улице станции метро — «Удельная» (около 1,2 км по прямой от конца улицы) и «Озерки» (около 1,8 км по прямой от конца улицы) 2-й (Московско-Петроградской) линии, а также «Комендантский проспект» 5-й (Фрунзенско-Приморской) линии (около 2 км по прямой от начала улицы).
По Вербной улице проходят автобусные маршруты № 38, 40, 45, 127, 134А, 134Б, 182, 219, 235, 237.

## Общественно значимые объекты
- Выборгская овощная база (у пересечения с Репищевой улицей) — Репищева улица, дом 14;
- супермаркет «Перекрёсток» (у пересечения с Репищевой улицей) — Репищева улица, дом 13;
- поликлиника № 125 — дом 14, корпус 1;
- детская поликлиника № 30 (у примыкания Земского переулка) — дом 16;
- станция Юный Северной трассы Малой Октябрьской железной дороги (у примыкания Новоколомяжского проспекта);
- торгово-офисный центр «Бизнес-Лайнер» (у примыкания Солунской улицы) — дом 27.